# 산지섀기쥐
산지섀기쥐(Dasymys montanus)는 쥐과에 속하는 설치류의 일종이다. 우간다에서 발견되며, 콩고민주공화국에서도 서식하는 것으로 추정된다. 자연 서식지는 습윤 사바나 지역과 아열대 또는 열대 기후 지역의 습윤 산지 숲과 고지대 초원, 습지다. 서식지 감소로 위협을 받고 있다.

## 특징
보통 크기의 설치류로 몸통 길이가 132~156mm이고 꼬리 길이는 93~115mm이다. 발 길이는 28~31mm, 귀 길이는 17~19mm, 몸무게는 최대 100g이다. 털은 길고 무성하며 부드럽다. 등 쪽 털은 짙은 갈색이고 옆구리는 점점 밝은 색을 띠는 반면에 배 쪽은 푸른 색조의 회색이다. 귀는 짧고 거무스레한 털로 덮여 있다.

## 생태
낮과 밤에 모두 활동적이다. 즙이 많은 식물과 꽃을 주로 먹는다. 11월과 12월 사이의 우기에는 임신한 암컷이 포획되지 않지만 4월과 5월 사이의 건기에는 임신한 상태의 암컷이 관찰된다.

## 분포 및 서식지
우간다 서부 루웬조리 산맥의 토착종이다. 인근 콩고 민주 공화국에서도 서식하는 것으로 추정된다. 해발 2,600m와 3,800m 산지 열대림과 초원 지대, 고지대 습지에서 서식한다.